# Okręg wyborczy Bethnal Green South West
Okręg wyborczy Bethnal Green South West powstał w 1885 r. i wysyłał do brytyjskiej Izby Gmin jednego deputowanego. Okręg obejmował południowo-zachodnią część londyńskiej dzielnicy Bethnal Green. Został zlikwidowany w 1950 r.

## Deputowani do brytyjskiej Izby Gmin z okręgu Bethnal Green South West
- 1885–1900: Edward Hare Pickersgill, Partia Liberalna
- 1900–1906: Samuel Forde Ridley, Partia Konserwatywna
- 1906–1911: Edward Hare Pickersgill, Partia Liberalna
- 1911–1914: Charles Masterman, Partia Liberalna
- 1914–1922: Mathew Richard Henry Wilson, Partia Konserwatywna
- 1922–1945: Percy Harris, Partia Liberalna
- 1945–1950: Percy Holman, Partia Pracy